# Rinkebytunneln

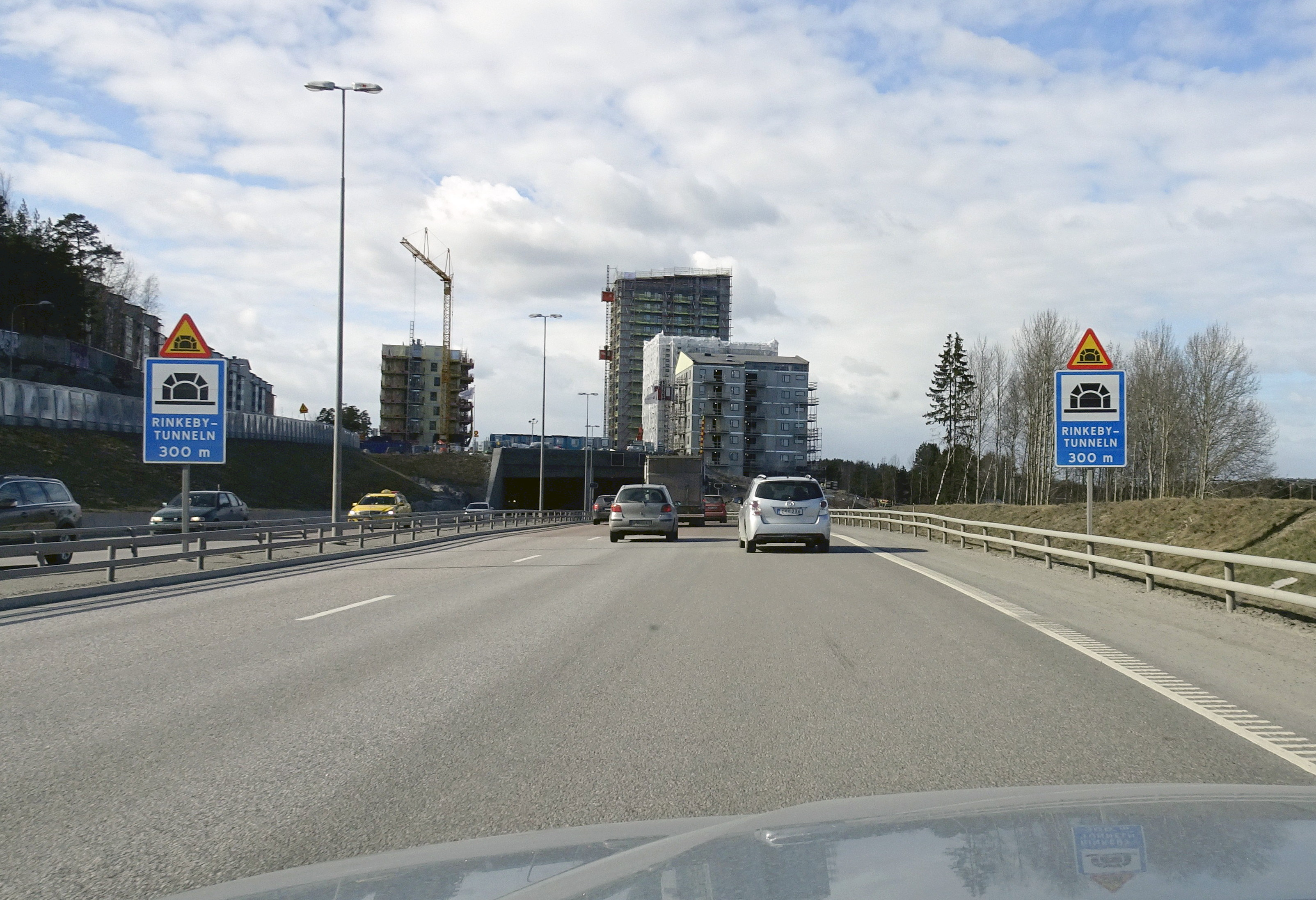
Rinkebytunneln mot väster, 2017.

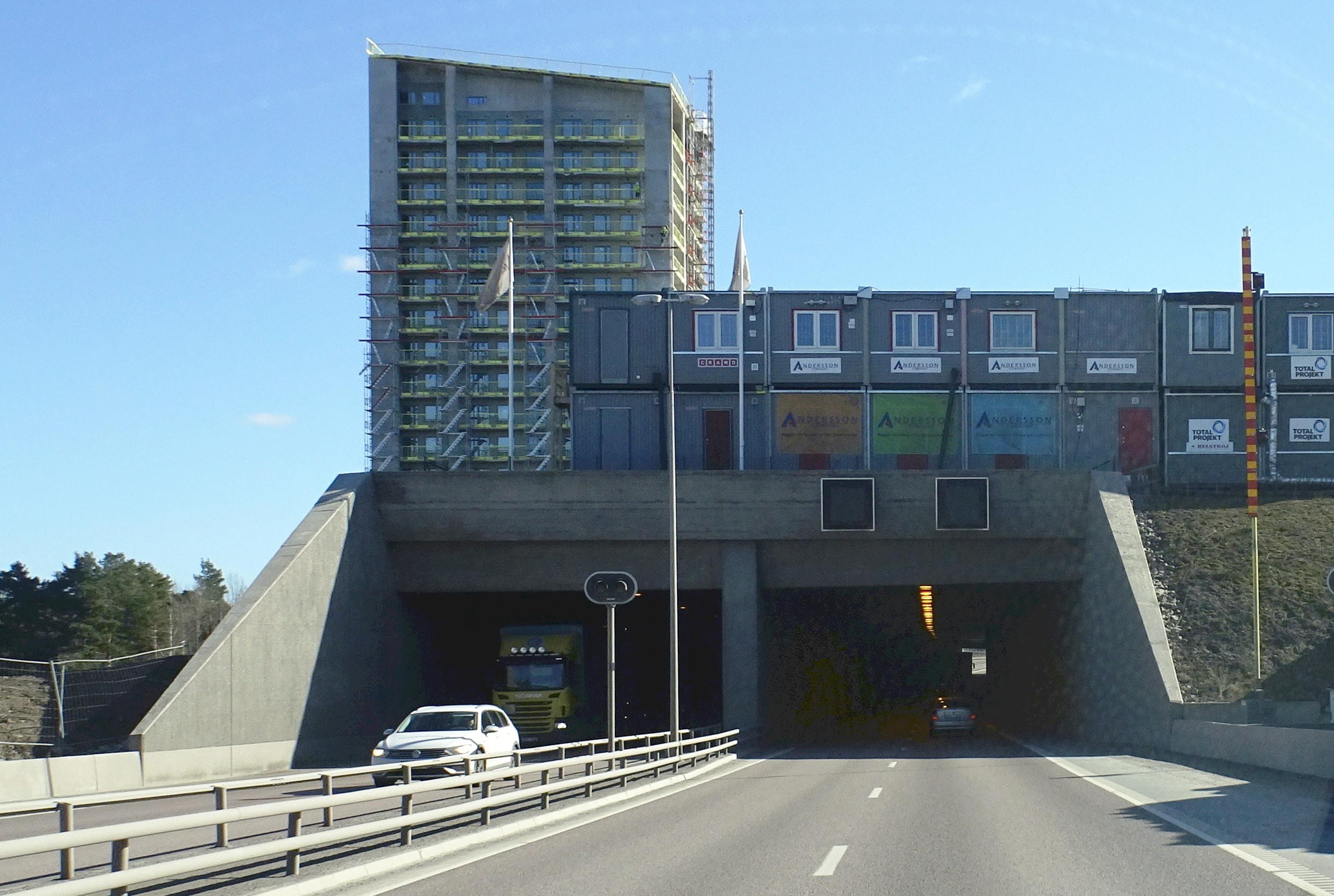
Rinkebytunneln mot öster, 2017.

Rinkebytunneln är en tunnel för motorvägen E18 i Stockholm i stadsdelen Rinkeby. Tunneln är en betongtunnel, som anlades mellan 2010 och 2014 i samband med utbyggnaden av E18 till motorväg mellan Hjulsta och Kista.
Tunneln är 300 meter lång med två körfält i vardera riktningen och består av två separata betongtunnlar. En av anledningarna för tillkomsten av tunneln var att låta Rinkeby växa samman med Järvafältet där Enköpingsvägen (E18) tidigare utgjorde en barriär. Uppe på tunneln kommer ett bostadsområde att byggas med omkring 600 lägenheter som kallas Rinkebyterrassen och är en fortsättning av Rinkebystråket. Första inflyttning beräknas sker sommaren 2017. Redan år 2003 tog Stockholms stad beslut om att låta bygga bostäder ovanpå E18 där trafiken dras in i tunnlar vid både Tensta och Rinkeby.